# سید مهدی مقدسی
سید مهدی مقدسی (متولد ۱۳۴۲ در اراک) نماینده مردم اراک، کمیجان و خنداب، در دهمین دوره مجلس شورای اسلامی است. او دارای مدرک کارشناسی ارشد مدیریت می‌باشد.

## نماینده اراک در مجلس دهم
سید مهدی مقدسی در دهمین دوره انتخابات مجلس شورای اسلامی، در لیست ائتلاف فراگیر اصلاح طلبان: گام دوم در اراک حضور داشت و توانست در مرحله دوم انتخابات با کسب ۸۸٬۰۹۴ رأی از مجموع ۱۴۰٬۶۰۲ رأی مأخوذه صحیح، در رتبهٔ دوم اراک، وارد مجلس دهم شود.

## مسئولیتهای کنونی
- فرماندار شهرستان‌های خمین، اراک و همدان در حد فاصل سال‌های ۱۳۸۰–۱۳۶۶
- شهردار کلانشهر کرج سال ۱۳۸۶–۱۳۸۸[۱]
- عضو هیئت مدیره آتیه خواهان